# Новопетровское (Алексеевский сельсовет)
Новопетровское (укр. Новопетрівське) / Ольховчик (укр. Вільхівчик)  — село на Украине, расположенное в Амвросиевском районе Донецкой области. Находится под контролем самопровозглашённой Донецкой Народной Республики.

## География
Населённый пункт расположен на правом берегу реки под названием Ольховчик. К востоку (по руслу Ольховчика) и юго-востоку от села проходит граница между Украиной и Россией. В Донецкой области имеется одноимённый населённый пункт, село Новопетровское (в Благодатневском сельсовете), в том же Амвросиевском районе.

#### Соседние населённые пункты по странам света
С: Мариновка, Степановка (выше по течению Ольховчика)
СЗ: Сауровка, Тараны
СВ: Красная Заря
З: Семёновское, Григоровка, Кринички
В: —
ЮЗ: Алексеевское, Камышеваха
ЮВ: —
Ю: —

## История
12 мая 2016 года Верховная Рада Украины присвоила селу название Ольховчик в рамках кампании по декоммунизации на Украине. Переименование не было признано властями самопровозглашенной ДНР.

## Население
Население по переписи 2001 года составляло 125 человек.

## Общая информация
Код КОАТУУ — 1420680407. Почтовый индекс — 87342. Телефонный код — 6259.

## Адрес местного совета
87342, Донецкая область, Амвросиевский район, с. Алексеевское, ул.Ленина, 39-3-17